# Nietulisko Górne
Nietulisko Górne – część wsi Nietulisko Duże w Polsce, położona w województwie świętokrzyskim, w powiecie ostrowieckim, w gminie Kunów.
W latach 1975–1998 Nietulisko Górne administracyjnie należało do województwa kieleckiego.